# Друга битва при Іненю
Друга битва при Іненю (23-31 березня 1921 року) — поворотний пункт другої греко-турецької війни.

## Передісторія
Відновившись після першої битви при Іненю, греки приготували більші сили для наступу на позиції, які займали турки. Грецькі війська зосередились у Бурсі, Ізміті, Гебзе й Ушаку. Турецькі війська перебували на північному заході від Ескішехіра, на сході від Ізміта й Думлупинара.

## Перебіг битви
23 березня грецькі війська, розділені на Північну та Південну групи, почали наступ одразу за двома напрямками: на Ескішехір та на Афьонкарахісар. Південній групі вдалось захопити Афьонкарахісар, однак північний фланг турецького угруповання під Афьонкарахісаром утримався, що створило загрозу південному флангу Північної групи греків.
27 березня грецькі війська підійшли до Іненю та захопили панівну висоту Метрістепе.
Мустафа Кемаль-паша зняв Ріфат-пашу, який командував обороною Афьонкарахісара, та призначив командувачем Мустафу Ісмета-пашу. 31 березня останній відбив Мерістепе й відкинув греків на захід.

## Підсумок
Битва виявилась поворотним пунктом усієї війни: якщо раніше грецькі війська перемагали іррегулярні турецькі формування, то після цього, зіткнувшись із підготовленою армією, не змогли просунутись вперед. Однак, незважаючи на історичне і стратегічне значення, з тактичної точки зору битва завершилась унічию: турки втратили шанс оточити і знищити грецьку армію.
На міжнародній арені ця битва призвела до того, що провідні держави почали рахуватись із турецькими націоналістами та відрядили своїх представників до Анкари для перемовин. Франція та Італія перейшли до табору прибічників Турецької республіки.